# شهنواز عليا
شهنواز عليا (بالفارسية: شهنواز علیا) هي منطقة سكنية تقع في قسم قوريتشاي الشرقي الريفي في إيران. يقدر عدد سكانها بـ 149 نسمة .